# Lageneschara lyrulata
Lageneschara lyrulata är en mossdjursart som först beskrevs av Calvet 1909.  Lageneschara lyrulata ingår i släktet Lageneschara och familjen Romancheinidae. Inga underarter finns listade i Catalogue of Life.